# Fowler (Kansas)
Fowler is een plaats (city) in de Amerikaanse staat Kansas, en valt bestuurlijk gezien onder Meade County.

## Demografie
Bij de volkstelling in 2000 werd het aantal inwoners vastgesteld op 567.
In 2006 is het aantal inwoners door het United States Census Bureau geschat op 570, een stijging van 3 (0,5%).

## Geografie
Volgens het United States Census Bureau beslaat de plaats een oppervlakte van
1,2 km², geheel bestaande uit land. Fowler ligt op ongeveer 757 m boven zeeniveau.

## Plaatsen in de nabije omgeving
De onderstaande figuur toont nabijgelegen plaatsen in een straal van 36 km rond Fowler.